# Espineta bruna
L'espineta bruna (Gerygone mouki) és un ocell de la família dels acantízids (Acanthizidae).

## Hàbitat i distribució
Habita la selva pluvial, boscos de ribera i matolls del nord-est i sud-est de Queensland, cap al sud, a través de l'est de Nova Gal·les del Sud fins l'est de Victòria.